# پالین کیل
پالین کِیل  (به انگلیسی: Pauline Kael) (‎/keɪl/‎; متولد ۱۹ ژوئن ۱۹۱۹ – درگذشته ۳ سپتامبر ۲۰۰۱) منتقد آمریکایی فیلم بود که از سال ۱۹۶۸ تا ۱۹۹۱ برای مجلهٔ نیویورکر نوشت. همین‌طور، قبل از حضور در نیویورکر برای سیتی‌لایتز، مک‌کالز و نیو ریپابلیک می‌نوشت.
کِیل به نوشتنِ نقدهای کنایه‌آمیز، نیش‌دار، بسیار مطلق‌گرا و صریح مشهور است. نظراتِ او دربارهٔ فیلم‌ها معمولاً با نظر همکارانش مخالف بود. غالباً او را تاثیرگذارترین منتقد آمریکایی فیلم در دورهٔ خودش می‌دانند.
او تاثیر ماندگاری بر بسیاری از منتقدان بزرگ گذاشت. از جمله آرموند وایت که نقدهای او نیز ضدجریان هستند و راجر ایبرت که دربارهٔ کِیل گفته «تاثیر مثبت او بر سینمای آمریکا بیشتر از هرکسی در سه دههٔ گذشته بوده است.» اُوِن گلیبرمن می‌گوید کِیل «بیشتر از یک منتقد بزرگ بود. او این فرم را دوباره اختراع کرد و پیشرو در کلِ زیبایی‌شناسی نوشتن بود. او در عرصهٔ نقد فیلم مثل الویس یا بیتلز بود.»